# Estación de esquí de Sierra Nevada
La Estación de Esquí y Montaña de Sierra Nevada está situada en el Parque Nacional de Sierra Nevada, en el Sistema Penibético, en los términos municipales de Monachil y de Dílar (partido judicial y provincia de Granada, España). Fue conocida durante sus primeros años como Estación de Esquí Solynieve, nombre ya en desuso.
La estación fue sede del Campeonato Mundial de Esquí Alpino de 1996, así como de varias pruebas de la Copa del Mundo de Esquí Alpino, de cuya competición acogió su primera final en el año 1977. Además, ha sido candidata como sede principal a los Juegos Olímpicos de Invierno.
La Federación Internacional de Deporte Universitario (FISU) ha encomendado a esta estación de Sierra Nevada la celebración de la Universiada de Invierno Granada 2015 -si bien, en las pistas de esquí de fondo del Puerto de La Ragua también tendrán lugar algunas pruebas, como asimismo en la propia capital granadina-. Sucede así a la estación eslovena de Maribor, encargada de la de 2013, recogiendo el testigo de la estación turca de Erzurum, que la ha celebrado en 2012.
En mayo de 2012, Sierra Nevada ha sido designada sede de los Campeonatos del Mundo FIS de Snowboard y Freestyle 2017 por el consejo de la Federación Internacional de Esquí (FIS), máximo organismo mundial de los deportes de invierno, durante el congreso celebrado en Kangwonland (Corea del Sur). Sierra Nevada sucederá en la organización de estos campeonatos a la estación canadiense de Quebec 2013 (Snowboard) y la noruega Voss 2013 (Freestyle), y a Kreischberg (Austria) que en 2015 será el primer centro invernal que celebrará unificados los mundiales de Snowboard y Freestyle.
En marzo de 2013, Sierra Nevada organizó la final de la Copa del Mundo de Snowboard y Freestyle 2013.

## Descripción
Sierra Nevada es la estación de esquí más meridional de Europa y la de mayor altitud de España. Por estas características suele ser apta para la práctica del esquí, debido al buen clima y a pesar de la dureza habitual de su nieve. Se encuentra a 27km de la ciudad de Granada por la carretera A-395, y se encuentra a menos de 100 km de Motril, en la costa granadina, pudiéndose disfrutar así de la montaña y el mar en el mismo día, dado que el recorrido en automóvil puede realizarse en poco más de una hora.
Junto a la estación de esquí hay una urbanización, Pradollano, que con sus 2100 m s. n. m. de cota más baja, es el núcleo urbano más alto de Andalucía y sólo comparable a las estaciones de esquí de los Pirineos. Paradójicamente, está enclavada en el corazón del parque nacional, una zona de alto valor ecológico cuya urbanización ha supuesto importantes agresiones a la flora endémica y en peligro del parque nacional.

## Servicios
Esta estación de esquí está gestionada por la empresa de capital mixto público y privado Cetursa Sierra Nevada, S.A., y dispone de buenos servicios para la práctica de los deportes de invierno, pero ofrece también otras posibilidades, como paseos en trineo tirado por perros nórdicos, un snowpark o el parque recreativo de la Fuente del Mirlo Blanco.
En verano se practican todo tipo de deportes de montaña y aire libre (ciclismo, equitación, senderismo, escalada, etc.).
Además de los edificios dedicados a alojamiento, están los dedicados a servicios de la estación: clínicas, guarderías, oficinas, escuelas de esquí, etc. 

### Comunicaciones
La estación de esquí está unida con la ciudad de Granada, además de por servicio de taxis (tanto los de la capital como los de la propia estación), por una línea regular de autobuses diaria, la cual sale de la Estación de Autobuses de Granada los días laborables con el siguiente horario: 8:00, 10:00 y 17:00 horas; y los fines de semana y festivos: 8:00, 10:00, 15:00 y 17:00 h. Mientras que el regreso se realiza desde el aparcamiento de autobuses de la Estación de Montaña, en días laborables: 9:00, 16:00 y 18:30 horas; y en fines de semana y festivos: 9:00, 13:00, 16:00 y 18:30 h. Fuera de temporada de esquí, el servicio diario de subida a la Estación de Montaña se realiza a las 9:00 horas, mientras que el regreso es a las 17:00 horas.
En los fines de semana de temporada alta, la propia Cetursa ofrece también a sus usuarios otro servicio de autobuses de ida y vuelta a Granada.
Y el Ayuntamiento de Monachil, en cuyo término municipal se ubica la urbanización de la estación, a su vez establece una línea de microbuses urbanos que la recorre en temporada de invierno. Además, Cetursa dispone de un telesilla urbano, llamado Parador, apto también para quienes no sean esquiadores, que salva un desnivel de 400 m uniendo la zona inferior de la estación con la superior (zona de los Albergues) y cuenta con un apeadero intermedio, situado junto a la Iglesia.
En los meses de julio y agosto, la estación de esquí pone en funcionamiento, si las condiciones meteorológicas son aptas, al menos un telecabina y un telesilla, para facilitar el acceso a las altas cumbres de los visitantes, los cuales pueden incluso cargar en dichos remontes hasta bicicletas de montaña si lo desean.
Además, los Parques Natural y Nacional de Sierra Nevada, entre los meses de junio y octubre de cada año (si la nieve lo permite) suelen poner a disposición del público un Servicio de Interpretación de las Altas Cumbres, compuesto de microbuses y guías, que realiza varios viajes al día, el cual accediendo por la carretera más alta de Europa transporta a los usuarios desde el Albergue Universitario (2.500 m s. n. m.) hasta las Posiciones del Veleta ( 3100 m s. n. m.) y/o vuelta, pero cuya reserva de plazas debe de concertarse previamente.

## Ciclismo
La subida a Sierra Nevada es un puerto de montaña muy popular entre los cicloturistas. Se puede subir por dos vertientes diferentes, la de Monachil y la de Güéjar Sierra, siendo la primera de ellas la más dura por el tipo de carretera y desniveles más grandes. Se puede finalizar en Pradollano o continuar hasta el Pico Veleta.
La ascensión por Güéjar Sierra comienza en Pinos Genil con un recorrido de 44,3 km hasta el Veleta, un desnivel de 2557 m y un porcentaje medio del 5,77 %. Se llega una altitud de 3367 m. La opción más corta meta en la Estación de Esquí y Montaña en Pradollano tiene una distancia total de 33 km y un desnivel positivo acumulado de 1.600 m.
La subida por Monachil y El Purche hasta el Veleta (3367 m) tiene una longitud de 45,3 km, un desnivel de 2627 m y una pendiente media del 5,8 %, con máximas del 15 %.

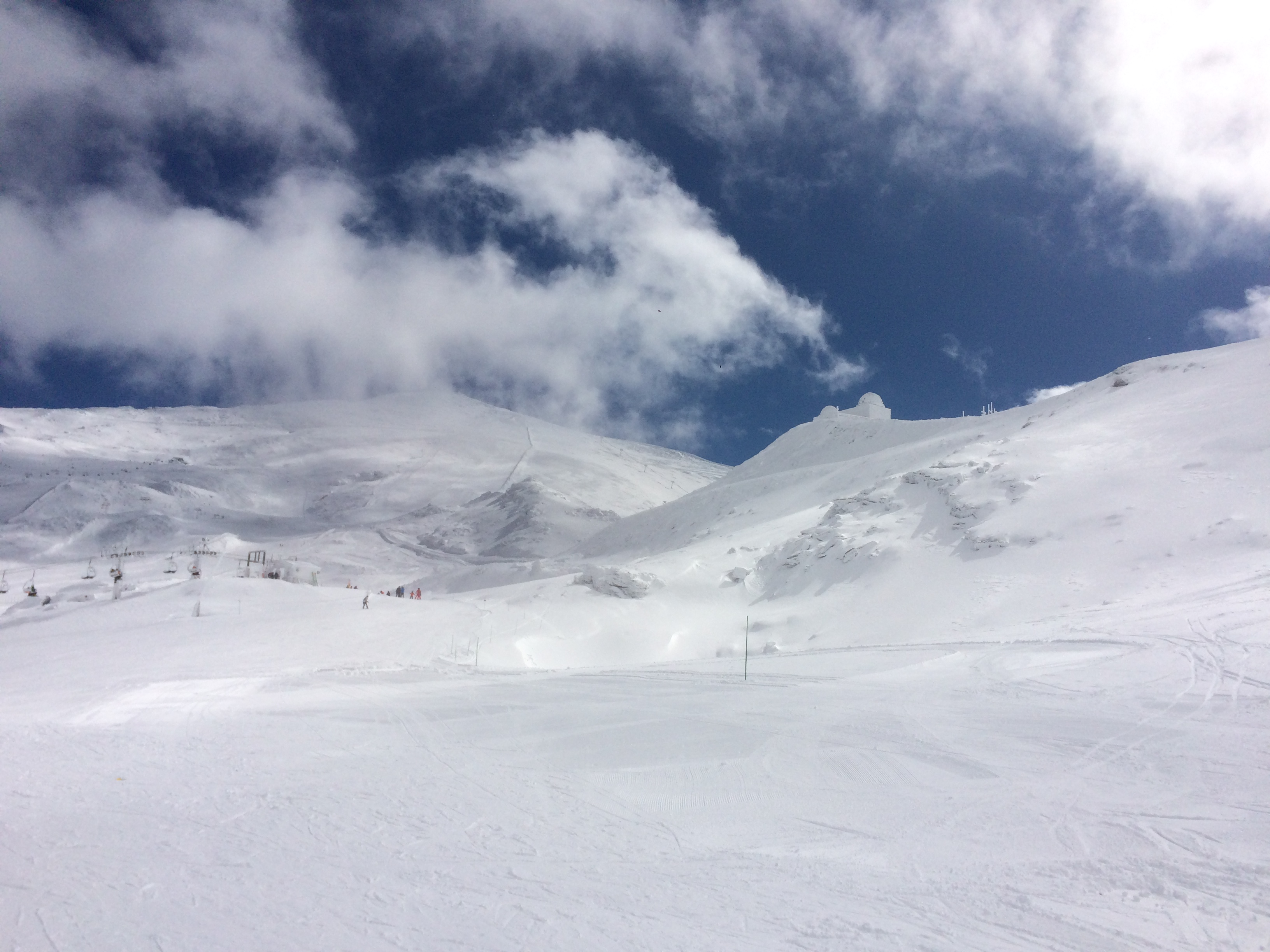
Pico del Veleta visto desde la parte alta del telesilla Borreguiles 1

### Vuelta a España
Sierra Nevada ha sido final de etapa en la Vuelta a España en numerosas ocasiones.
| Año  | Etapa | Comienzo de la etapa | Distancia (km) | Ganador de la etapa | Líder de la general |
| ---- | ----- | -------------------- | -------------- | ------------------- | ------------------- |
| 1979 | 3.ª   | Córdoba              | 190            | Felipe Yáñez        | Joop Zoetemelk      |
| 1986 | 17.ª  | Jaén                 | 172            | Felipe Yáñez        | Álvaro Pino         |
| 1994 | 5.ª   | Granada              | 151,7          | Tony Rominger       | Tony Rominger       |
| 1995 | 12.ª  | Marbella             | 238            | Bert Dietz          | Laurent Jalabert    |
| 1997 | 7.ª   | Guadix               | 219            | Yvon Ledanois       | Laurent Dufaux      |
| 2002 | 5.ª   | El Ejido             | 198            | Guido Trentin       | Mikel Zarrabeitia   |
| 2003 | 16.ª  | Jaén                 | 162            | Félix Cárdenas      | Isidro Nozal        |
| 2004 | 15.ª  | Granada              | 29,6 (CRI)     | Santiago Pérez      | Roberto Heras       |
| 2009 | 13.ª  | Berja                | 172,4          | David Moncoutié     | Alejandro Valverde  |
| 2011 | 4.ª   | Baza                 | 170,2          | Daniel Moreno       | Sylvain Chavanel    |
| 2017 | 15.ª  | Alcalá la Real       | 129,4          | Miguel Ángel López  | Chris Froome        |

En 2013 la Vuelta también llegó a Sierra Nevada, pero esta vez no a la Estación de Esquí sino que, pasando por la localidad de Güéjar Sierra, hizo el llamado Alto de Hazallanas y concluyó en las inmediaciones del Centro de Visitantes del Dornajo, situado a pocos kilómetros antes de llegar a la propia estación.

## Clubes de Esquí
- Granada Sport Club
- Club de Esquí Caja Rural
- Club de Esquí y Snowboard Surfin Sierra Nevada
- Club de Esquí y Snowboard Surfin